# Krystian Żołyński
Krystian Żołyński (ur. 24 czerwca 1946 w Runowie, zm. 5 stycznia 2018) – polski lekarz, ortopeda, profesor nauk medycznych.

## Życiorys
Studiował na wydziale lekarskim Wojskowej Akademii Medycznej w Łodzi, uzyskując dyplom w 1971 roku. Stopień doktora nauk medycznych uzyskał w 1977 roku, a habilitację w 1983. W 1990 roku otrzymał tytuł profesora zwyczajnego w zakresie nauk medycznych. Pełnił funkcję kierownika Katedry Ortopedii i Traumatologii Uniwersytetu Medycznego w Łodzi, był także członkiem oraz wiceprezesem Polskiego Towarzystwa Ortopedycznego i Traumatologicznego. Pełnił funkcję redaktora naczelnego i członka Rady Naukowej  Kwartalnika Ortopedycznego. W pracy badawczej skupiał się na immunopatologii zapaleń kości, immunoterapii, leczeniu operacyjnym oraz rekonstrukcji pozapalnych ubytków kości, alloplastyce stawów biodrowych i kolanowych, obrażeniach narządu ruchu występujące w warunkach służby wojskowej, nowotworach w obrębie układu narządu ruchu.
Został pochowany na cmentarzu w Jeleniej Górze.

## Odznaczenia
- Krzyż Kawalerski Orderu Odrodzenia Polski[5]
- Medal imienia Adama Grucy[5]